# 아나모픽 형식
아나모픽 형식(Anamorphic format)은 와이드스크린 영상을 가로세로비가 다른 35mm 필름에 담는 기술이다.
아나모픽 형식은 표준 35mm 필름이나 와이드스크린이 아닌 기본 화면 비율을 사용하는 기타 시각적 기록 매체에서 와이드스크린 사진을 촬영하는 영화 촬영 기술이다. 또한 왜곡된 이미지가 아나모픽 프로젝션 렌즈에 의해 "늘어져" 시청 화면의 원래 종횡비를 재현하는 프로젝션 형식을 의미한다(비슷한 원리를 사용하지만 다른 비디오 인코딩 개념인 아나모픽 와이드스크린과 구별한다). anamorphic이라는 단어와 그 파생어는 그리스어 anamorphoo("변형하다", 더 정확하게는 "재형성하다")에서 유래되었으며, morphé("형태, 모양")와 접두사 aná("뒤로, 다시")의 합성어이다. 1990년대 후반과 2000년대에 아나모픽은 디지털 매체의 출현과 함께 슈퍼 35와 같은 "플랫" 형식에 비해 인기를 잃었다. 그러나 디지털 시네마 카메라와 프로젝터가 일반화된 이후 몇 년 동안 아나모픽은 상당한 인기를 얻었다. 그 이유는 디지털 센서의 높은 기본 ISO 감도 덕분에 더 작은 조리개에서 촬영이 가능해졌기 때문이다.

## 같이 보기
- 가로세로비 (영상)
- 레터박스 (영상 기술)